# Esteiro (Muros)
Esteiro (llamada oficialmente Santa Mariña de Esteiro) es una parroquia española del municipio de Muros, en la provincia de La Coruña, Galicia.

## Entidades de población
Entidades de población que forman parte de la parroquia:
- A Laxe
- Pendente (A Pendente)
- Silvosa (A Silvosa)
- Creo
- Maio (O Maio)
- Reboredo
- Riomaior
- Solleiros
- Trasdacosta (Trasdacosta)
- Trión
- Uhía (O Uía)
- O Areal
- Fontenla
- A Formilla
- Fornelos
- A Insuela
- Lestelle
- A Ribeira do Uía
- Riveira de Creo (A Ribeira de Creo)
- Riveira de Maio (A Ribeira do Maio)
- Portiño (O Portiño)
- Somorto
- Xantoque

## Despoblados
- Marselle

## Demografía
| Gráfica de evolución demográfica de Esteiro entre 2000 y 2018 |
|                                                               |
| Datos según el nomenclátor publicado por el INE.              |